# Siegels övre halvplan
Inom matematiken är Siegels övre halvplan av grad g (eller genus g) mängden av g × g symmetriska matriser över komplexa talen vars imaginära del är positivt definit. Den introducerades av Siegel (1939).
I fallet g = 1 är Siegels övre halvplan det vanliga övre halvplanet i de komplexa talen.

### Allmänna källor
- van der Geer, Gerard (2008), ”Siegel modular forms and their applications”, i Ranestad, Kristian, The 1-2-3 of modular forms, Universitext, Berlin: Springer-Verlag, s. 181–245, doi:10.1007/978-3-540-74119-0, ISBN 978-3-540-74117-6
- Siegel, Carl Ludwig (1939), ”Einführung in die Theorie der Modulfunktionen n-ten Grades”, Mathematische Annalen 116:  617–657, doi:10.1007/BF01597381, ISSN 0025-5831